# Phare du Crotoy
Le phare du Crotoy est situé entre la rue de la Butte et la rue de la Mer, face à la rue Guerlain, sur la côte nord de la baie de Somme. Il a été allumé en 1948, le précédent, construit en 1851, ayant été détruit en 1944.
Identifiant : ARLHS : FRA-349 - Amirauté : A1211 - NGA : 8812 .
|                  |
| Le front de mer. |

|                            |
| La galerie et la lanterne. |